# Pływacz zwyczajny

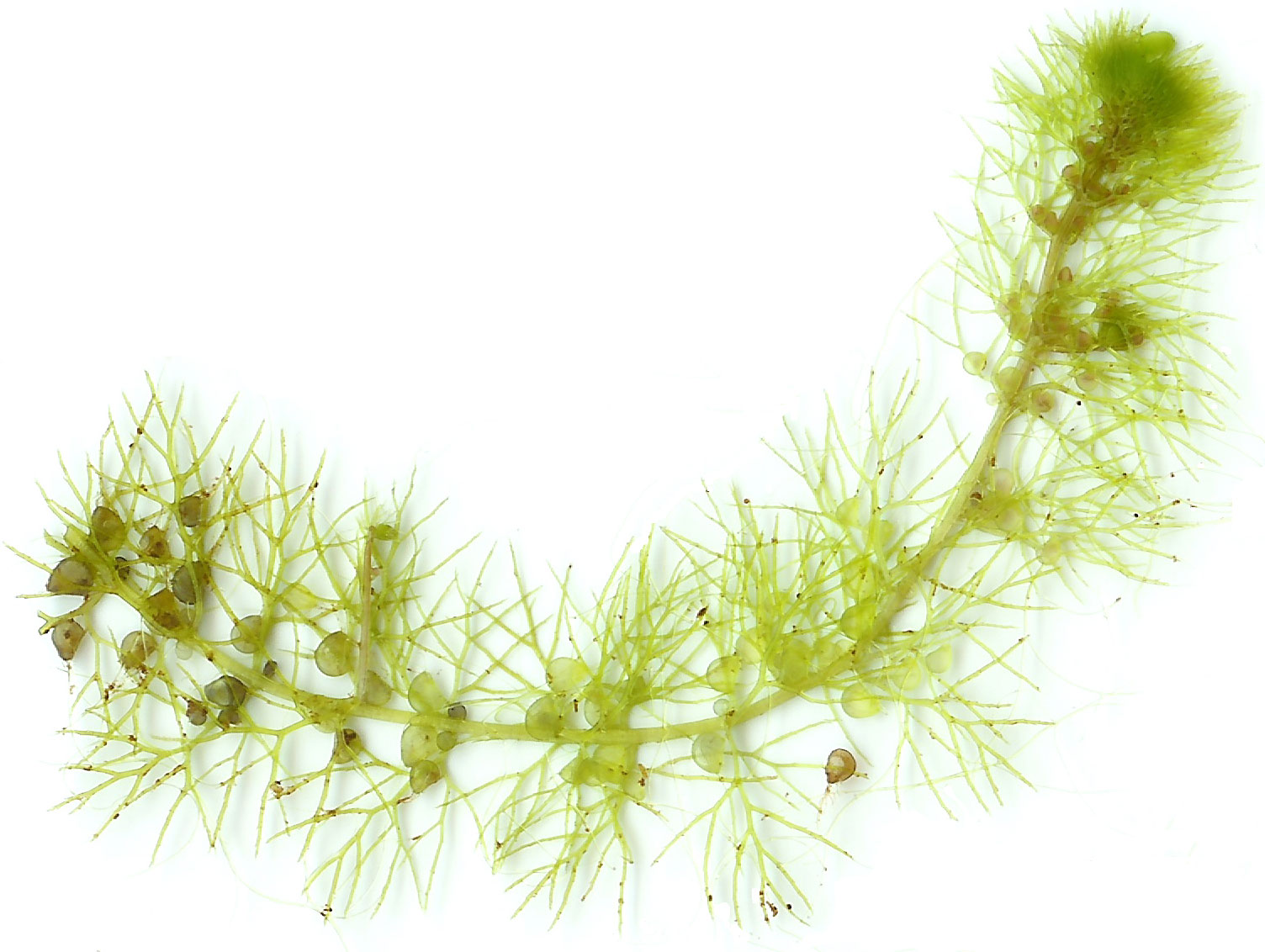
Liść z aparatami chwytnymi

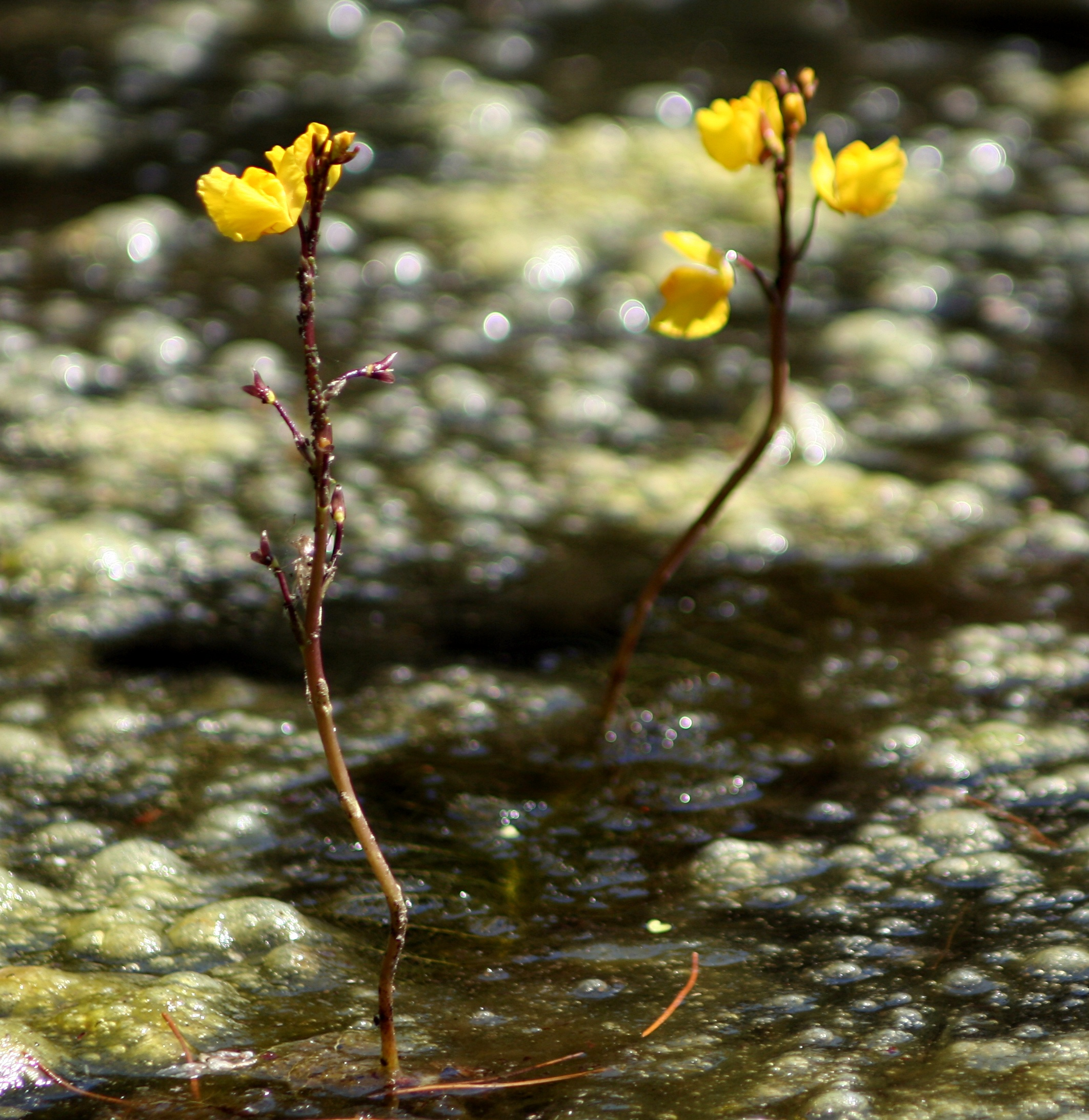
Kwiaty

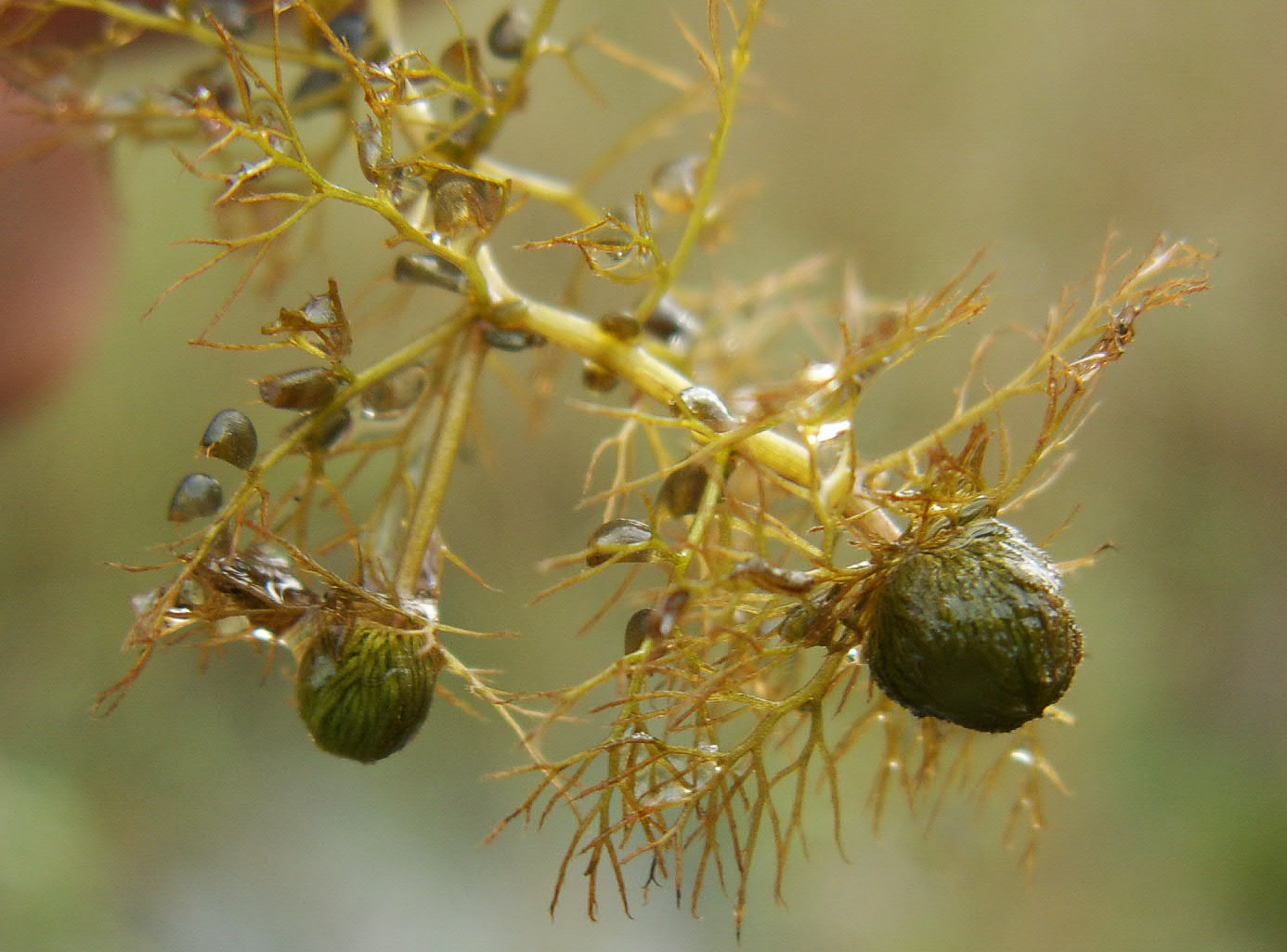
Turiony

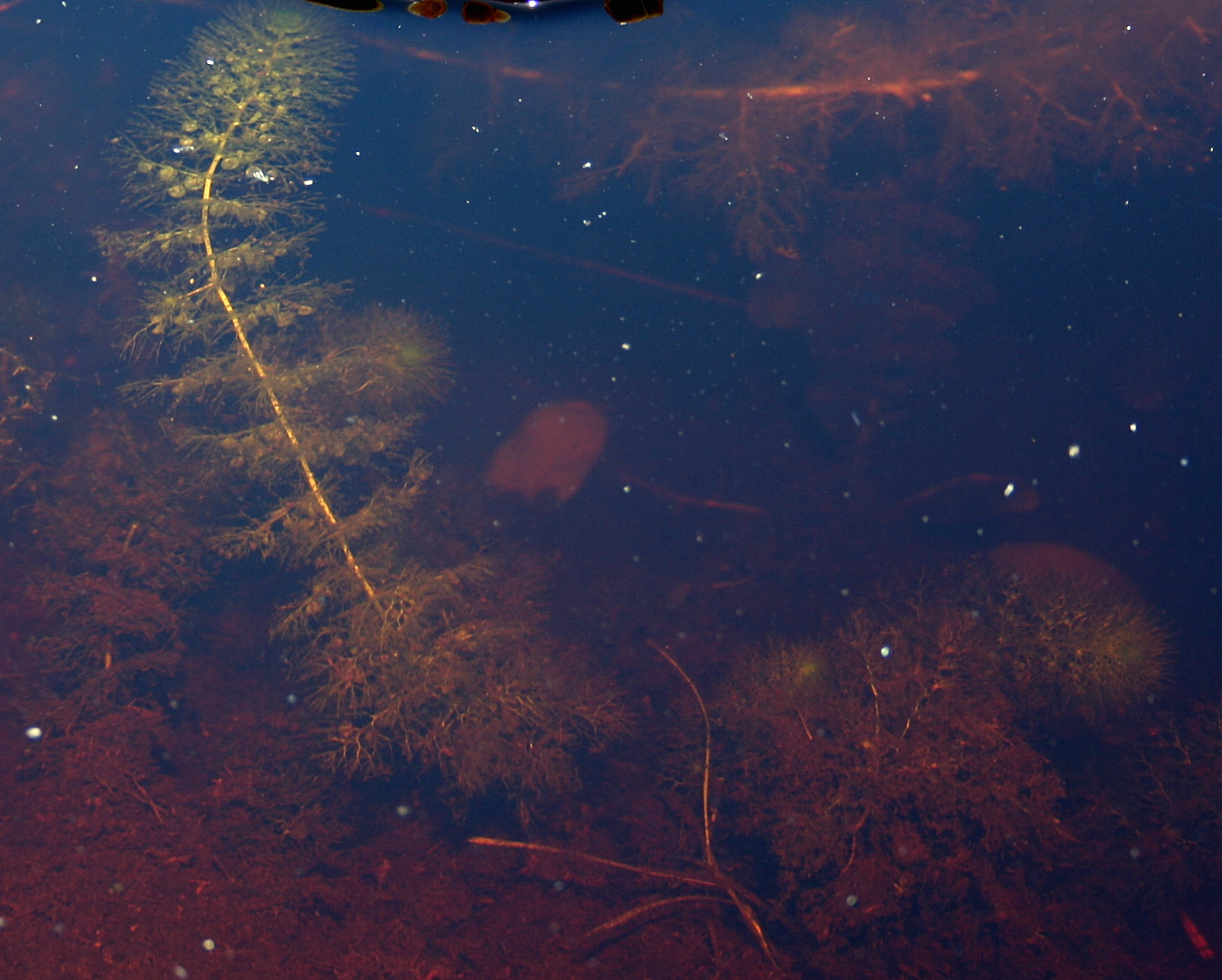
Pływacz zwyczajny w zbiorniku wodnym na terenie Parku Narodowego „Bory Tucholskie”

Pływacz zwyczajny (Utricularia vulgaris L.) – gatunek rośliny mięsożernej, należący do rodziny pływaczowatych (Lentibulariaceae).

## Rozmieszczenie geograficzne
Jest gatunkiem kosmopolitycznym, występującym powszechnie w śródlądowych zbiornikach wodnych w Europie i Azji. W Polsce występuje niemal na całym niżu z wyjątkiem północnej części Niziny Mazowieckiej. W górach jest rzadki. W polskich Karpatach podano jego stanowiska na pogórzach (Cieszyńskim, Śląskim, Ciężkowickim, Strzyżowskim), w Beskidzie Małym, Paśmie Policy, Działach Orawskich oraz w Kotlinie Sądeckiej i Nowotarskiej.

## Morfologia
PokrójRoślina swobodnie unosząca się w toni wodnej, nie posiada systemu korzeniowego. Blisko powierzchni wody znajduje się tylko podczas kwitnienia. Tuż pod łodygą kwiatostanu wytwarza chwytniki, za pomocą których przyczepia się do podłoża, gdy znajduje się w miejscach płytszych.
Pęcherzyki powietrzneSą to występujące na pędach specyficzne twory umożliwiające unoszenie się rośliny na powierzchni wody. Są też równocześnie aparatami chwytającymi drobne zwierzęta wodne. Posiadają otwór zamykany ruchomą klapką. Mają długość około 2 mm. Na każdym liściu znajduje się co najmniej 8 pęcherzyków, zwykle jednak więcej. Na całej roślinie pęcherzyków tych może być ponad 200.
PędDługości ok. 1 m, w większości pod wodą, ponad lustro wystaje tylko niewielki fragment zakończony skąpokwiatowym kwiatostanem. Pędy osiągają długość 30–100(200) cm, międzywęźla 3–10 mm. Tworzy także cienkie, nitkowate i skręcone pędy powietrzne o długości do 18 cm. Pokryte są łuseczkowatymi listkami i służą do wymiany gazowej.
LiścieO jajowatym kształcie, głęboko 3-5 dzielne. Mają długość 8 cm. Ich odcinki są nitkowate i z rzadka szczeciniasto owłosione.
KwiatyŻółte, obupłciowe, grzbieciste, wyrastające na szypułce 2–3 razy dłuższej od łuskowatych przysadek. Zebrane są w groniasty, złożony z 4–12 (czasami nawet do 24) kwiatów. Wyrasta nad powierzchnię wody na szypułce o długości 8–12 mm. Korona ma średnicę 13–20 mm i posiada stożkowatą, podłużną ostrogę dłuższą od dolnej działki kielicha. Złocistożółta górna warga korony jest dłuższa od zamykającej gardziel kwiatu wydętej wargi dolnej. Wewnątrz korony 2 pręciki zrośnięte pylnikami i 1, górny słupek.
OwocKulistojajowata torebka zawierająca liczne, drobne nasiona.

## Biologia
RozwójBylina, jedna z niewielu roślin mięsożernych spotykanych w Polsce w naturze. Wykształcenie aparatów chwytających spowodowane jest potrzebą uzupełnienia niedoborów azotu. Zwierzęta, przede wszystkim drobne skorupiaki, chwytane są w pęcherzyki, które otwierają się do wewnątrz, zasysając zdobycz wraz z wodą. Po wciągnięciu ofiary klapka natychmiast z powrotem się zamyka. Schwytane zwierzęta trawione są przy udziale enzymów wydzielanych ze ściany pęcherzyka. Kwitnie od czerwca do sierpnia, kwiaty zapylane są przez owady. Bardzo często rozmnaża się wegetatywnie przez fragmentację pędów oraz za pomocą turionów. Turiony powstają jesienią, zimują na dnie zbiornika, wiosną zaś wypływają ku górze, rozwijając się w nową roślinę.
SiedliskoHydrofit występujący przeważnie w stosunkowo ciepłych, stojących wodach rozlewisk, stawów, rowów, starorzeczy, dołów potorfowych. Występuje w wodach osłoniętych od falowania. W bogatych w plankton wodach eutroficznych występuje czasami masowo. Przeważnie nie schodzi poniżej głębokości 2 m. Przez jakiś czas może przetrwać w zagłębieniach wysychających zbiorników wodnych, traci wówczas stare pędy, a na nowych powstają tylko nieliczne pęcherzyki powietrzne.
FitosocjologiaCzasami tworzy jednogatunkowe zbiorowiska, ale występuje także w różnych wielogatunkowych zbiorowiskach wodnych. Bierze duży udział w początkowej fazie zarastania zbiorników wodnych. Wytwarza dużą ilość biomasy, która jednak szybko ulega rozkładowi. W klasyfikacji zbiorowisk roślinnych gatunek charakterystyczny dla klasy (Cl.) Potametea.
GenetykaLiczba chromosomów 2n = ok. 44.

## Zagrożenia i ochrona
W Polsce gatunek podlegał w latach 2004–2014 ochronie prawnej.
Umieszczony na polskiej czerwonej liście w kategorii NT (bliski zagrożenia).
Głównym zagrożeniem jest utrata siedlisk lub warunków siedliskowych wskutek odwodnienia terenów, zarastania zbiorników wodnych i wysychania torfowisk.